# New York Jets 2013
La stagione 2013 dei New York Jets è stata la 44ª della franchigia nella National Football League, la 54ª complessiva. La squadra vinse due gare in più dell'anno precedente, terminando con un record di 8-8 ma mancando l'accesso ai playoff per il terzo anno consecutivo.

## Scelte nel Draft 2013

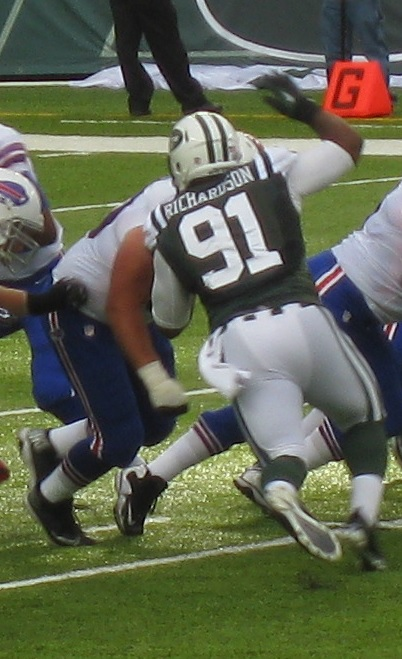
Sheldon Richardson fu scelto dai Jets nel primo giro del Draft 2013

| Scelte dei Jets nel Draft 2013 | Scelte dei Jets nel Draft 2013 | Scelte dei Jets nel Draft 2013 | Scelte dei Jets nel Draft 2013 | Scelte dei Jets nel Draft 2013 | Scelte dei Jets nel Draft 2013               |
| Giro                           | Scelta                         | Giocatore                      | Ruolo                          | College                        | Note                                         |
| ------------------------------ | ------------------------------ | ------------------------------ | ------------------------------ | ------------------------------ | -------------------------------------------- |
| 1                              | 9                              | Dee Milliner                   | CB                             | Alabama                        |                                              |
| 1                              | 13                             | Sheldon Richardson             | DT                             | Missouri                       | Dai Tampa Bay Buccaneers per Darrelle Revis. |
| 2                              | 39                             | Geno Smith                     | QB                             | West Virginia                  |                                              |
| 3                              | 72                             | Brian Winters                  | G                              | Kent State                     |                                              |
| 5                              | 141                            | Oday Aboushi                   | T                              | Virginia                       |                                              |
| 6                              | 178                            | William Campbell               | DT                             | Michigan                       |                                              |
| 7                              | 215                            | Tommy Bohanon                  | FB                             | Wake Forest                    |                                              |

## Calendario
| Stagione regolare | Stagione regolare       | Stagione regolare  | Stagione regolare  | Stagione regolare       |
| Turno             | Avversario              | Risultato          | Record             | Stadio                  |
| ----------------- | ----------------------- | ------------------ | ------------------ | ----------------------- |
| 1                 | Tampa Bay Buccaneers    | V 18–17            | 1–0                | MetLife Stadium         |
| 2                 | at New England Patriots | S 10–13            | 1–1                | Gillette Stadium        |
| 3                 | Buffalo Bills           | V 27–20            | 2–1                | MetLife Stadium         |
| 4                 | at Tennessee Titans     | S 13–38            | 2–2                | LP Field                |
| 5                 | at Atlanta Falcons      | V 30–28            | 3–2                | Georgia Dome            |
| 6                 | Pittsburgh Steelers     | S 6–19             | 3–3                | MetLife Stadium         |
| 7                 | New England Patriots    | V 30–27 (dts)      | 4–3                | MetLife Stadium         |
| 8                 | at Cincinnati Bengals   | S 9–49             | 4–4                | Paul Brown Stadium      |
| 9                 | New Orleans Saints      | V 26–20            | 5–4                | MetLife Stadium         |
| 10                | Settimana di pausa      | Settimana di pausa | Settimana di pausa | Settimana di pausa      |
| 11                | at Buffalo Bills        | S 14–37            | 5–5                | Ralph Wilson Stadium    |
| 12                | at Baltimore Ravens     | S 3–19             | 5–6                | M&T Bank Stadium        |
| 13                | Miami Dolphins          | S 3–23             | 5–7                | MetLife Stadium         |
| 14                | Oakland Raiders         | V 37–27            | 6–7                | MetLife Stadium         |
| 15                | at Carolina Panthers    | S 20–30            | 6–8                | Bank of America Stadium |
| 16                | Cleveland Browns        | V 24–13            | 7–8                | MetLife Stadium         |
| 17                | at Miami Dolphins       | V 20–7             | 8–8                | Sun Life Stadium        |

## Roster
| Roster dei New York Jets nel 2013 |
| --- |
| Quarterback - 4 David Garrard - 5 Matt Simms - 7 Geno Smith Running Back - 40 Tommy Bohanon FB - 25 Alex Green - 33 Chris Ivory - 29 Bilal Powell - 24 Darius Reynaud KR/PR Wide Receiver - 15 Saalim Hakim - 10 Santonio Holmes - 11 Jeremy Kerley - 86 David Nelson - 17 Greg Salas Tight End - 87 Jeff Cumberland - 83 Chris Pantale - 82 Zach Sudfeld - 81 Kellen Winslow II Offensive Linemen - 75 Oday Aboushi G/T - 65 William Campbell G - 66 Willie Colon G - 62 Vladimir Ducasse G - 60 D'Brickashaw Ferguson T - 77 Austin Howard T - 71 Ben Ijalana T - 74 Nick Mangold C - 72 Caleb Schlauderaff G/C - 67 Brian Winters G Defensive Linemen - 78 Leger Douzable DE - 93 Kenrick Ellis NT - 94 Damon Harrison NT - 91 Sheldon Richardson DE - 96 Muhammad Wilkerson DE Linebacker - 54 Nick Bellore ILB - 98 Quinton Coples OLB/DE - 55 Jermaine Cunningham OLB/DE - 56 Demario Davis ILB - 52 David Harris ILB - 50 Garrett McIntyre OLB/DE - 97 Calvin Pace OLB/DE Defensive Back - 39 Antonio Allen FS - 32 Josh Bush SS - 31 Antonio Cromartie CB - 37 Jaiquawn Jarrett FS - 26 Dawan Landry SS - 21 Ellis Lankster CB - 27 Dee Milliner CB - 22 Ed Reed FS - 35 Isaiah Trufant CB - 30 Darrin Walls CB - 20 Kyle Wilson CB Special Team - 2 Nick Folk K - 46 Tanner Purdum LS - 1 Ryan Quigley P Lista delle riserve - 95 Antwan Barnes OLB/DE (IR) - 22 Aaron Berry CB (IR) - 16 Josh Cribbs WR (IR) - 58 Troy Davis OLB/DE (IR) - 19 Clyde Gates WR (IR) - 23 Mike Goodson RB (IR) - -- John Griffin RB (IR) - 18 Vidal Hazelton WR (IR) - 84 Stephen Hill WR (IR) - 36 Lex Hilliard FB (IR) - 53 Josh Mauga ILB (IR) - 88 Konrad Reuland TE (IR) - 6 Mark Sanchez QB (IR-DRF) Squadra di allenamento - 99 T.J. Barnes DT - 18 Michael Campbell WR - 34 Ras-I Dowling CB - 92 Tevita Finau DE - 63 Dalton Freeman C - 57 Tim Fugger OLB/DE - 14 Dwight Jones WR - 45 Rontez Miles SS |
| Legenda - I rookie sono in corsivo. - Il primo ruolo è il principale mentre gli eventuali successivi indicano i ruoli secondari. - (IR) sta per Injured Reserve ed indica la lista ristretta per un solo giocatore infortunato che può tornare ad allenarsi dopo la settimana 6 e a rientrare in prima squadra dopo che questa ha giocato 8 partite. - (NF-Inj.) / (NF-Ill.) stanno rispettivamente per Non-Football Injured e Non-Football Illness ed indicano le liste dove viene inserito un giocatore che ha un infortunio o una malattia non dipendente dal football americano. - (PUP) sta per Physically Unable to Perform ed indica la lista dove viene inserito un giocatore mentre è in attesa di recuperare la condizione fisica. Nella stagione regolare dopo la sesta partita giocata dalla propria squadra, il giocatore ha tempo tre settimane per riprendere ad allenarsi, più tre settimane aggiuntive dal suo rientro agli allenamenti per rientrare in prima squadra. |

## Classifiche
| AFC East                 | AFC East | AFC East | AFC East | AFC East | AFC East | AFC East | AFC East | AFC East | AFC East |
|                          | V        | S        | P        | %        | DIV      | CONF     | PF       | PS       | STR      |
| ------------------------ | -------- | -------- | -------- | -------- | -------- | -------- | -------- | -------- | -------- |
| (2) New England Patriots | 12       | 4        | 0        | .750     | 4–2      | 9–3      | 444      | 338      | V2       |
| New York Jets            | 8        | 8        | 0        | .500     | 3–3      | 5–7      | 290      | 387      | V2       |
| Miami Dolphins           | 8        | 8        | 0        | .500     | 2–4      | 7–5      | 317      | 335      | S2       |
| Buffalo Bills            | 6        | 10       | 0        | .375     | 3–3      | 5–7      | 339      | 388      | S1       |

## Premi
- Sheldon Richardson:

rookie difensivo dell'anno